# سمندر نواری ابرودار
سمندر نواری تاجدار (نام علمی: Ommatotriton vittatus) نام یک گونه از خانواده سمندران است.